# Leo Sexton
Leo Sexton   (Danvers, 27 d'agost de 1909 - Perry, 6 de setembre de 1968) va ser un atleta estatunidenc, especialista en el llançament de pes, que va competir durant les dècades de 1920 i 1930.
El 1932 va prendre part en els Jocs Olímpics de Los Angeles, on va guanyar la medalla d'or en la prova del llançament de pes. Aquell mateix any va posseir durant poc més d'un mes el rècord del món de l'especialitat.

## Millors marques
- Llançament de pes. 16,16 metres (1932)
- Salt d'alçada. 1,96 metres (1929)[1][2]